# Egidijus Juodvalkis
Egidijus Juodvalkis, né le 8 avril 1988, est un coureur cycliste lituanien.

## Biographie
En 2007, Egidijus Juodvalkis est membre de l'équipe continentale belge Klaipeda-Splendid, qui comprend sept autres coureurs lituaniens et le directeur sportif Artūras Trumpauskas. En 2008, il rejoint l'équipe continentale kazakh Ulan en compagnie de Trumpauskas et de cinq des Lituaniens de Klaipeda. En 2009, il est recruté par la nouvelle équipe continentale lituanienne Piemonte, dirigée par les Italiens Matteo et Pietro Algeri. Cette équipe est cependant dissoute dès le mois d'avril,. Il est champion de Lituanie sur route cette année-là. Aux championnats du monde des moins de 23 ans à Mendrisio, il est 70e de la course en ligne.
Comme d'autres de ses coéquipiers lituaniens à ses côtés depuis 2007 (Aidis Kruopis, Gediminas Bagdonas), Egidijus Juodvalkis part alors courir en Belgique, et rejoint l'équipe continentale Palmans-Cras en 2010. Il participe à nouveau aux championnats du monde sur route dans la catégorie espoirs. Il y est 20e de la course en ligne.
Il signe pour la saison 2011 dans l'équipe Landbouwkrediet et rejoint ainsi Aidis Kruopis. En mai, il remporte la première étape du Tour de Picardie lors d'une arrivée au sprint sur une bosse devançant notamment Kenny Dehaes, Martin Elmiger et Filippo Pozzato.
Fin 2014 il signe un contrat avec l'équipe continentale belge Colba-Superano Ham. Sous ses nouvelles couleurs il termine troisième du championnat de Lituanie sur route.
Au mois d'octobre 2015 il décide d'arrêter sa carrière cycliste pour privilégier sa famille et ses deux enfants à naître.

## Palmarès
- 2009
  -  Champion de Lituanie sur route
  - Mémorial Fred De Bruyne
- 2010
  - 2e de la Mosselkoers
  - 2e de la Heusden Koers
  - 3e du Circuit du Pays de Waes
- 2011
  - 1re étape du Tour de Picardie
- 2012
  - Grand Prix de Saint-Nicolas
  - 2e du Circuit du Pays de Waes
- 2013
  - Flèche côtière
- 2015
  - 2e du Kampioenschap van het Waasland
  - 3e du championnat de Lituanie sur route

## Classements mondiaux
| Année            | 2008 | 2009 | 2010 | 2011 | 2012 | 2013 | 2014 |
| ---------------- | ---- | ---- | ---- | ---- | ---- | ---- | ---- |
| UCI America Tour | 122e |      |      |      |      |      |      |
| UCI Europe Tour  | 636e | 406e | 900e | 775e | 195e | 177e | 989e |